# Виньоле-Борбера
Виньоле-Борбера (итал. Vignole Borbera) — коммуна в Италии, располагается в регионе Пьемонт, в провинции Алессандрия.
Население составляет 2250 человек (2008 г.), плотность населения составляет 265 чел./км². Занимает площадь 8 км². Почтовый индекс — 15060. Телефонный код — 0143.
Покровителем коммуны почитается священномученик Лаврентий, празднование 10 августа.

## Демография
Динамика населения:

## Администрация коммуны
- Официальный сайт: http://www.comune.vignoleborbera.al.it